# Wilson Ferreira Aldunate
Wilson Ferreira Aldunate (* 28. Januar 1919 in Nico Pérez, Departamento Florida; † 15. März 1988 in Montevideo) war ein uruguayischer Politiker der Nationalen Partei PN (Partido Nacional), der zwischen 1963 und 1967 Minister für Viehzucht und Landwirtschaft sowie 1971 bei den Präsidentschaftswahlen Kandidat seiner Partei war.

## Leben

### Abgeordneter, Landwirtschaftsminister und Senator
Wilson Ferreira Aldunate, der portugiesischer Abstammung und Sohn von Juan Ferreira und Fortuna Aldunate war, begann nach dem Schulbesuch 1936 ein Studium der Rechtswissenschaft, das er jedoch nicht abschloss, um nach dem Tode seines Vaters die Verwaltung der landwirtschaftlichen Güter der Familie zu übernehmen. Nachdem Washington Beltrán Mullin am 19. August 1954 auf sein Abgeordnetenmandat verzichtet hatte, wurde er als dessen Ersatzvertreter (Suplente) für die Nationale Partei PN (Partido Nacional) erstmals Mitglied der Abgeordnetenkammer (Cámara de Representantes) und vertrat in dieser zunächst bis zum 14. Februar 1959 die Interessen von Montevideo. Im Anschluss wurde er 15. Februar 1959 für das Departamento Colonia Mitglied der Abgeordnetenkammer und vertrat dieses Departamento bis zum 14. Februar 1963. In dieser Zeit war er im Sitzungsjahr 1960 auch Erster Vizepräsident (Primer Vicepresidente) der Abgeordnetenkammer. Innerhalb des Partido Nacional gehörte er zunächst der parteiinternen Gruppierung Unión Blanca Democrática an.
Am 15. Februar 1963 wurde Ferreira Aldunate für den Partido Nacional Mitglied des Senats (Cámara de Senadores). Nachdem er am 1. März 1963 als Minister für Viehzucht und Landwirtschaft (Ministro de Ganadería y Agricultura) in die Regierung (Consejo Nacional de Gobierno) berufen wurde, legte er am 5. März 1963 sein Senatsmandat nieder. Das Amt als Minister für Viehzucht und Landwirtschaft hatte er bis zum 28. Februar 1967 inne. Im August 1963 kam es zu Meinungsverschiedenheiten zwischen Regierung und Parlament aufgrund der wirtlichaftlichen Situation. Die Diskrepanz führte schließlich zu einer Kabinettskrise. Die Minister für Finanzen – Salvador Ferrer Serra – und Viehzucht und Landwirtschaft – Wilson Ferreira Aldunate – boten ihren Rücktritt an. Sie waren vom Senat nicht gerügt worden, aber dieser verlangte, dass die Exekutive einen Aktionsplan vorlegt, der die Politik der wirtschaftlichen Entwicklung definiert, mit der Spekulationen und der Anstieg der Lebenshaltungskosten bewältigt werden können. Die Krise dauerte den ganzen Monat August an und offenbarte den Mangel an politischer Kohärenz der Regierung. Im September 1963 wurde der Finanzmarkt aufgewühlt, als Finanzgeschäfte mit Gold gemeldet wurden, das als Industriegold eingeführt, aber als Finanzgold verkauft wurde. Am 12. September 1963 stellte Ferreira Aldunate, ein Agrarreformprojekt vor, das nach einem langen Weg durch verschiedene Regierungsbereiche jedoch in Vergessenheit geriet, während Finanzminister Ferrer Serra doch am 17. Oktober 1963 zurücktrat.
Nach seinem Ausscheiden aus der Regierung wurde er am 3. Februar 1967 abermals Senator. Ende der 1960er Jahre gründete er innerhalb des Partido Nacional die Faktion Por la Patria. Im April 1968 kam es zu einer schweren politischen Krise, die das Ergebnis der sehr ernsten Beschwerden des von Senator Ferreira Aldunate gegen den Minister für Arbeit und soziale Sicherheit, Guzmán Acosta y Lara, war. Ferreira zeigt auf, dass es einen Verlag gibt, Alborada S.A., deren Vorstandsvorsitzender der Minister selbst führt, dieses Unternehmen die Zeitung Primera Hora herausgibt, deren Direktor ebenfalls der Minister ist und deren Vorsitzender des Verwaltungsrates der Präsident der Banco Hipotecario del Uruguay ist. Dieses zeigt konkrete Beweise für die Nötigung gegenüber bestimmten lokalen Firmen durch den Minister, und die überwältigende Art ihrer Anklagen reichte Präsident Jorge Pacheco Areco aus, um Minister Acosta y Lara am 27. April 1968 zu entlassen.

### Präsidentschaftskandidatur 1971, Exil während der Militärdiktatur und Rückkehr nach Uruguay

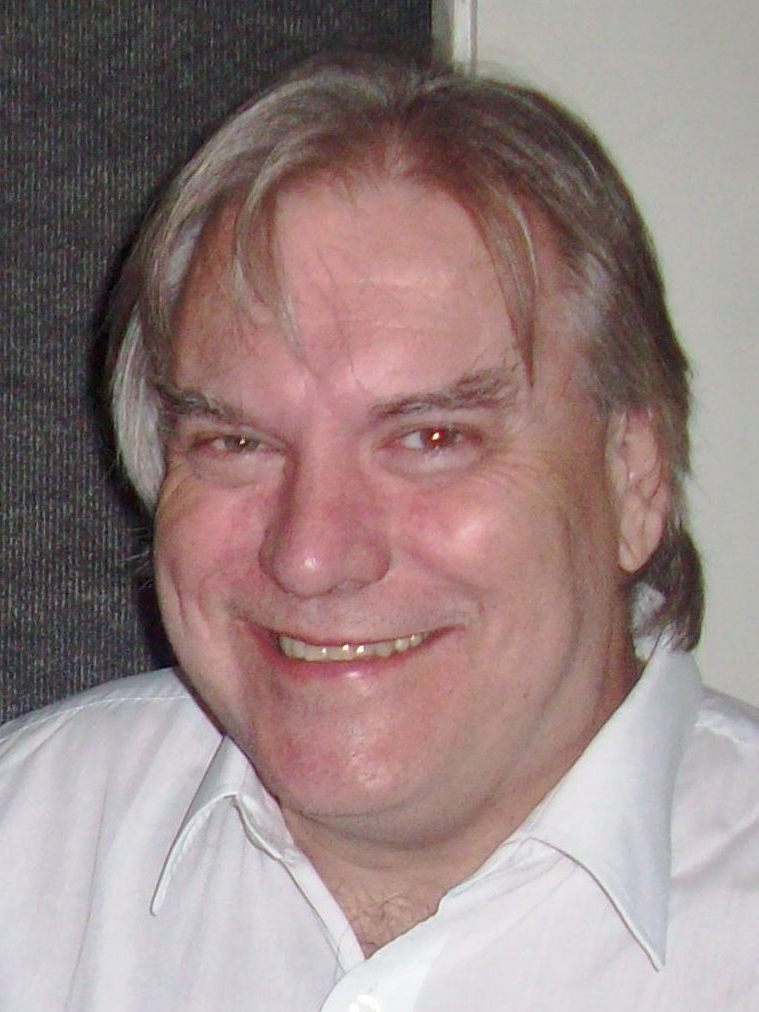
Ferreiras Sohn Juan Raúl Ferreira Sienra war ebenfalls Abgeordneter und Senator sowie während der zweiten Amtszeit von Staatspräsident Sanguinetti von 1995 bis 2000 Botschafter in Argentinien.

Bei den Wahlen vom 28. November 1971 kandidierte Wilson Ferreira Aldunate für das Präsidentenamt, mit Carlos Julio Pereyra als Kandidat (Running Mate) für die Vizepräsidentschaft. Er gewann mit 439.649 Wählerstimmen (25,45 Prozent) die meisten Stimmen aller Kandidaten und landete über 60.000 Stimmen vor dem Zweitplatzierten Juan María Bordaberry von der Roten Partei PC (Partido Colorado), auf den 379.515 Stimmen (21,97 Prozent). Unter dem damals geltenden Ley de Lemas-System gewann Bordaberry jedoch die Präsidentschaft, weil die kombinierte Abstimmung für alle Präsidentschaftskandidaten den Partido Colorado mit 681.624 Stimmen (39,8 Prozent) die kombinierte Abstimmung für den Partido Nacional, auf den 668.822 Wählerstimmen (39,05 Prozent) um etwas mehr als 12.800 Stimmen übertraf. Er behauptete, die Wahl sei gefälscht gewesen und forderte eine Neuauszählung. Am 15. Februar 1972 wurde Bordaberry zum Sieger über Wilson Ferreira Aldunate (PN) und Líber Seregni von der Breiten Front (Frente Amplio) erklärt und trat sein Amt am 1. März für eine Amtszeit von fünf Jahren an. Ferreira wurde allerdings bei den Wahlen auch wieder zum Mitglied des Senats gewählt.
Nach der Auflösung der Generalversammlung von Uruguay (Asamblea General) mit Senat und Abgeordnetenkammer nach dem Staatsstreich am 27. Juni 1973 durch die zivil-militärische Diktatur Bordaberry ging Wilson Ferreira Aldunate ins Exil und lebte in Argentinien, Spanien und im Vereinigten Königreich. Argentinien wurde durch Exil anderer bekannter Politiker wie dem früheren Senator Zelmar Michelini und dem ehemaligen Präsidenten der Abgeordnetenkammer Héctor Gutiérrez Ruiz zum führenden Zentrum der Aktivitäten der uruguayischen Opposition, in dem Ferreira sich weiterhin gegen Menschenrechtsverletzungen in Uruguay einsetzte. Die Diktatur versuchte ihn in Argentinien zu entführen, woraufhin zwölf Zeitungen, die über seine Aktivitäten berichteten, geschlossen wurden.
Als er am 16. Juni 1984 nach Uruguay zurückkehrte, wurde er sofort vom Militärregime unter General Gregorio Álvarez festgenommen und inhaftiert, das befürchtete, dass sein mächtiger Einfluss ihren ausgehandelten Machtausstieg verhindern würde. Am 25. November 1984 fanden die lang erwarteten Wahlen statt, an denen er als historischer Führer der Nationalen Partei neben dem langjährigen Vorsitzenden der Breiten Front, Líber Seregni, nicht teilnehmen konnte, weil sie beide im Gefängnis waren. Der Partido Colorado gewann mit seinem Kandidat Julio María Sanguinetti. Nach der Wahl wurde er aus dem Gefängnis entlassen und nahm im Februar 1985 sein Amt als Präsident des Partido Blanco wieder auf. Nach seinem Tode an den Folgen einer Krebserkrankung am 15. März 1988 wurde er auf dem Cementerio del Buceo in Montevideo beigesetzt. Obwohl Ferreira Aldunate für seine Haltung zur Militäramnestie einige Gunst innerhalb der Partei verlor, hätte er bei den Präsidentschaftswahlen am 26. November 1989 kandidiert.
Aus seiner Ehe mit Susana Sienra Burmester gingen die Kinder Gonzalo, Silvia und Juan Raúl hervor. Der Sohn Juan Raúl Ferreira Sienra (* 1953) war ebenfalls Abgeordneter und Senator sowie während der zweiten Amtszeit von Staatspräsident Sanguinetti von 1995 bis 2000 Botschafter in Argentinien.
Ihm zu Ehren wurde die Straße Wilson Ferreira Aldunate im Montevideoer Stadtviertel Peñarol benannt, in dessen Nähe Auditorio Nelly Goitiño, Edificio San José, Palacio Lapido und Palacio Braceras liegen.

## Veröffentlichungen
- Wilson Ferreira Aldunate. Eligiendo recuerdos, Mitautorin María Esther Gilio, 1986
- El exilio y la lucha, 1986
- La propuesta industrial del Partido Nacional, Mitautor Alberto Zumarán, 1987
- Memorias de una vida por la democracia, posthum, 2018

## Hintergrundliteratur
- Samuel Binder: Uruguay, las vísperas de la democracia, 1984
- Luis Costa Bonino: Wilson Ferreira Aldunate y la lógica nacionalista, 1986
- Juan Martín Posadas: Memorias del regreso. La vuelta de Wilson Ferreira al Uruguay, 1993
- Perfeco Caride Barros: El regreso de Wilson. Exilado, proscripto, requerido, preso y candidato presidencial de los blancos : una contribución al estudio de la historia, 1997
- Ricardo Rocha Imaz: Wilson. Un nacionalismo moderno, 1998
- Enrique Colet, Mario Mazzeo: El fraude del 71. El día que Wilson Ferreira no pudo ser presidente, 1999
- León Morelli: Con las banderas desplegadas, 2004
- León Morelli: En alta y clara voz, 2004
- León Morelli: Desafío al régimen, 2005
- León Morelli: El azul vuelve, 2005
- Diego Achard, Claudia Pivel: Se llamaba Wilson. Exilio, regreso y muerte de Wilson Ferreira Aldunate, 2008
- Juan Raúl Ferreira Sienra: Tocando el cielo: El viaje final de mi padre, Wilson Ferreira, 2008
- Carlos Luppi: Wilson. Una comunidad espiritual. Biografía, 2008
- Vania Markarian: Left in Transformation. Uruguayan Exiles and the Latin American Human Rights Network, 1967–1984, 2013, ISBN 978-1-135-49936-5 (Onlineversion (Auszug))
- Leonardo Pereyra: Crónica de una pasión. Wilson. la lucha por la democracia, 2013
- Carlos Julio Pereyra: Wilson. Las cartas del exilio, 2014
- Gerardo Sotelo: Las cartas contra el pecho. El regreso de Wilson, 2015
- Luis Ituño: Wilson Ferreira Aldunate. Caudillo de ideas, 2018
- Graziano Pascale: La cacería de Wilson, 2018
- Juan Raúl Ferreira Sienra, Luis Vignolo: Wilson. Bitácoras de una lucha, 2019
- Gonzalo Varela Petito: El golpe de Estado más largo: Uruguay, febrero a junio de 1973, 2021, ISBN 978-607-29-2579-3 (Onlineversion (Auszug))
- Edy Kaufman: Uruguay in Transition. From Civilian to Military Rule, ISBN 978-1-4128-4084-2 (Onlineversion (Auszug))